# Air Go Airlines (Ägypten)
Air Go Airlines war eine ägyptische Fluggesellschaft mit Sitz in Kairo und Basis auf dem Flughafen Kairo-International.

## Geschichte
Air Go Airlines Egypt nahm im März 2014 ihren Linienflugbetrieb mit vier Routen nach Saudi-Arabien auf.

## Flotte
Seit 2016 besaß Air Go Airlines keine eigenen Flugzeuge mehr. In der Vergangenheit wurden zwei Flugzeuge des Typs Airbus A320-200 betrieben.